# Ēriks Mārtiņš Feldmanis
Ēriks Mārtiņš Feldmanis (ab 1940 Ēriks Grodsala; * 12. September 1884 in Jelgava; † 4. August 1945 im Zentralgefängnis Riga)  war ein lettischer Diplomat, Politiker und Jurist.

## Leben
Von 1894 bis 1904 lernte Feldmanis am Gymnasium Jelgava und bis 1909 studierte und absolvierte er das Studium der Rechtswissenschaften an der Kaiserlichen Universität Dorpat.
Von 1909 bis 1912 war er Rechtskandidat in Jelgava. 1912 wurde er Anwaltsassistent. Von 1913 bis 1914 war er Mitglied im Stadtrat Jelgava. Im Ersten Weltkrieg, von 1914 bis 1918 war er ein russischer Offizier. 1918 kehrte er nach Lettland zurück und arbeitet als Rechtsanwalt in Jelgava. 1920 war er Verteidigungsminister Lettlands.
Danach war er lettischer Botschafter in der Sowjetunion. Von 1919 bis 1920 war er Staatsanwalt und von 1930 bis 1940 leitete er das Kreisgericht Jelgava als Gerichtsvorsitzender.